# Anneckella srilankae
Anneckella srilankae là một loài chân đều trong họ Protojaniridae. Loài này được Sket miêu tả khoa học năm 1982.